# Louis Huybrechts
Pierre Louis Joseph Huybrechts (21 de febrero de 1875-1963) fue un deportista belga que compitió en vela en la clase 6 Metre. Fue hermano del también regatista Léon Huybrechts.
Participó en los Juegos Olímpicos de Londres 1908, obteniendo una medalla de plata en la clase 6 Metre.

## Palmarés internacional
| Juegos Olímpicos | Juegos Olímpicos      | Juegos Olímpicos | Juegos Olímpicos |
| Año              | Lugar                 | Medalla          | Clase            |
| ---------------- | --------------------- | ---------------- | ---------------- |
| 1908             | Londres (Reino Unido) | Medalla de plata | 6 Metre          |